# Gomesa majevskyae
Gomesa majevskyae é uma espécie de planta do gênero Gomesa e da família Orchidaceae.

## Taxonomia
Os seguintes sinônimos já foram catalogados:  
- Oncidium majevskyae  Toscano & V.P.Castro
- Ampliglossum majevskyae  (Toscano & V.P.Castro) Campacci
- Ampliglossum majevskyi  (Toscano & V.P.Castro) Campacci
- Coppensia majevskyae  (Toscano & V.P.Castro) Campacci
- Coppensia majevskyi  (Toscano & V.P.Castro) Campacci
- Gomesa majevskyi  (Toscano & V.P.Castro) M.W.Chase & N.H.Williams
- Oncidium majevskyi  Toscano & V.P.Castro

## Forma de vida
É uma espécie rupícola, terrícola e herbácea.

## Descrição
Gomesa majevskyae difere de Gomesa warmingii pelo labelo com istmo elíptico e sem verrugas (espículas) adjacentes ao calo
| Caule                                                             | Caule                                                    |
| ----------------------------------------------------------------- | -------------------------------------------------------- |
| crescimento                                                       | rizomatoso                                               |
| pseudobulbo subtendido por bainha                                 | com articulação e limbo                                  |
| forma                                                             | elipsoide ou oval ou longo oval e lateralmente compresso |
| textura                                                           | liso                                                     |
| Folha                                                             |                                                          |
| forma das lâminas das bainha e das lâmina terminal ao pseudobulbo | linear/oblongo ovado                                     |
| Inflorescência                                                    |                                                          |
| posição                                                           | ereta                                                    |
| racemo                                                            | duplo com ramificação secundária multiflora              |
| Flor                                                              |                                                          |
| sépala e pétala                                                   | amarela/mácula arredondada                               |
| sépala lateral adnata                                             | somente na base                                          |
| pétala                                                            | subiguais às sépala                                      |
| labelo                                                            | amarelo/mácula somente no calo e disco                   |
| base                                                              | unguiculada delgada e lisa                               |
| lobo lateral                                                      | conspícuo/oblongóide                                     |
| posição                                                           | mesmo plano do disco                                     |
| lobo mediano                                                      | transversalmente ovado/plano a côncavo                   |
| largura                                                           | mais longa que distância entre lobo lateral              |
| largura                                                           | mais longa que disco                                     |
| calo                                                              | somente no disco                                         |
| forma                                                             | 5 lobado liso                                            |
| coluna com asa estigmática                                        | conspícua transverso obovada                             |

## Conservação
A espécie faz parte da Lista Vermelha das espécies ameaçadas do estado do Espírito Santo, no sudeste do Brasil. A lista foi publicada em 13 de junho de 2005 por intermédio do decreto estadual nº 1.499-R.

## Distribuição
A espécie é encontrada nos estados brasileiros de Bahia, Espírito Santo, Rio de Janeiro e São Paulo.
Em termos ecológicos, é encontrada no domínio fitogeográfico de Mata Atlântica, em regiões com vegetação de floresta ombrófila pluvial e vegetação sobre afloramentos rochosos.